# Silkworm (missile)
I missili cinesi Shang Yo o SY (cinese: 上游, contro-corrente) e Hai Ying o HY (cinese: 海鹰, aquila di mare), sono dei missili antinave cinesi derivati dello SS-N-2 Styx sovietico, del quale hanno simili prestazioni. Realizzati successivamente in varie versioni con motore a razzo con propellenti liquidi e poi solidi, testa di ricerca radar o infrarossi sono conosciuti in occidente secondo la designazione NATO con il nome Silkworm.

## Storia
Il missile è stato sviluppato dall'Istituto di Meccanica sotto la direzione dello scienziato Qian Xuesen, che aveva studiato negli Stati Uniti presso il Massachusetts Institute of Technology e presso il Caltech prima di essere cacciato dagli Stati Uniti nel 1955 durante il Maccartismo. 

### Serie SY

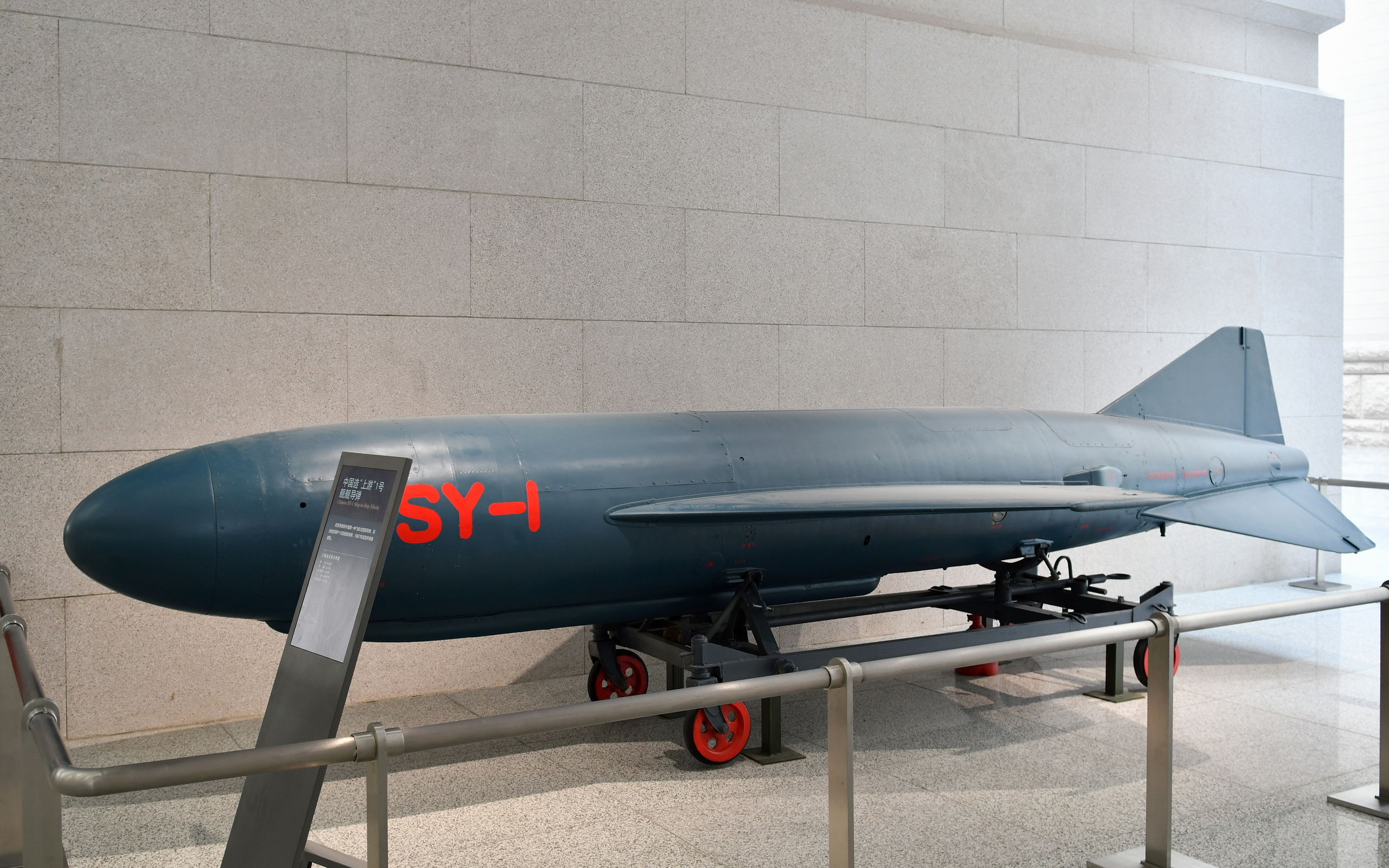
SY-1 Missile 20170919

I missili della serie SY furono sviluppati a partire dal modello P-15 Termit delle forze armate sovietiche avevano motore a razzo con propellenti liquidi e vennero impiegati su navi di piccole dimensioni e avevano una dotazione elettronica che ne limitava l'uso su navi di dimensioni maggiori e in conseguenza di ciò le forze armate cinesi svilupparono la serie HY.
La principale differenza tra il sovietico P-15 Termit e il cinese SY-1 era la sostituzione dell'altimetro che  rendeva il missile cinese più affidabile dell'omologo sovietico. Il successivo SY-1A venne dotato di guida attiva con radar di guida monoimpulso invece che a scansione conica e venne modernizzato con nuovi circuiti integrati e un nuovo radioaltimetro. Il missile, entrato in servizio nel 1983 era anche lanciabile da un aereo e divenne il primo missile antinave cinese aviotrasportato e venne utilizzato dagli H-6 dell'Aviazione militare irachena nel corso della guerra Iran-Iraq.
La successiva versione SY-2 venne dotata di motore a razzo con propellente solido ritenuto più affidabile che ne permetteva la riduzione delle dimensioni e del peso aumentandone la velocità e con testata a carica cava altamente esplosiva a effetto ritardato. La versione migliorata venne denominata SY-2A.

### Serie HY

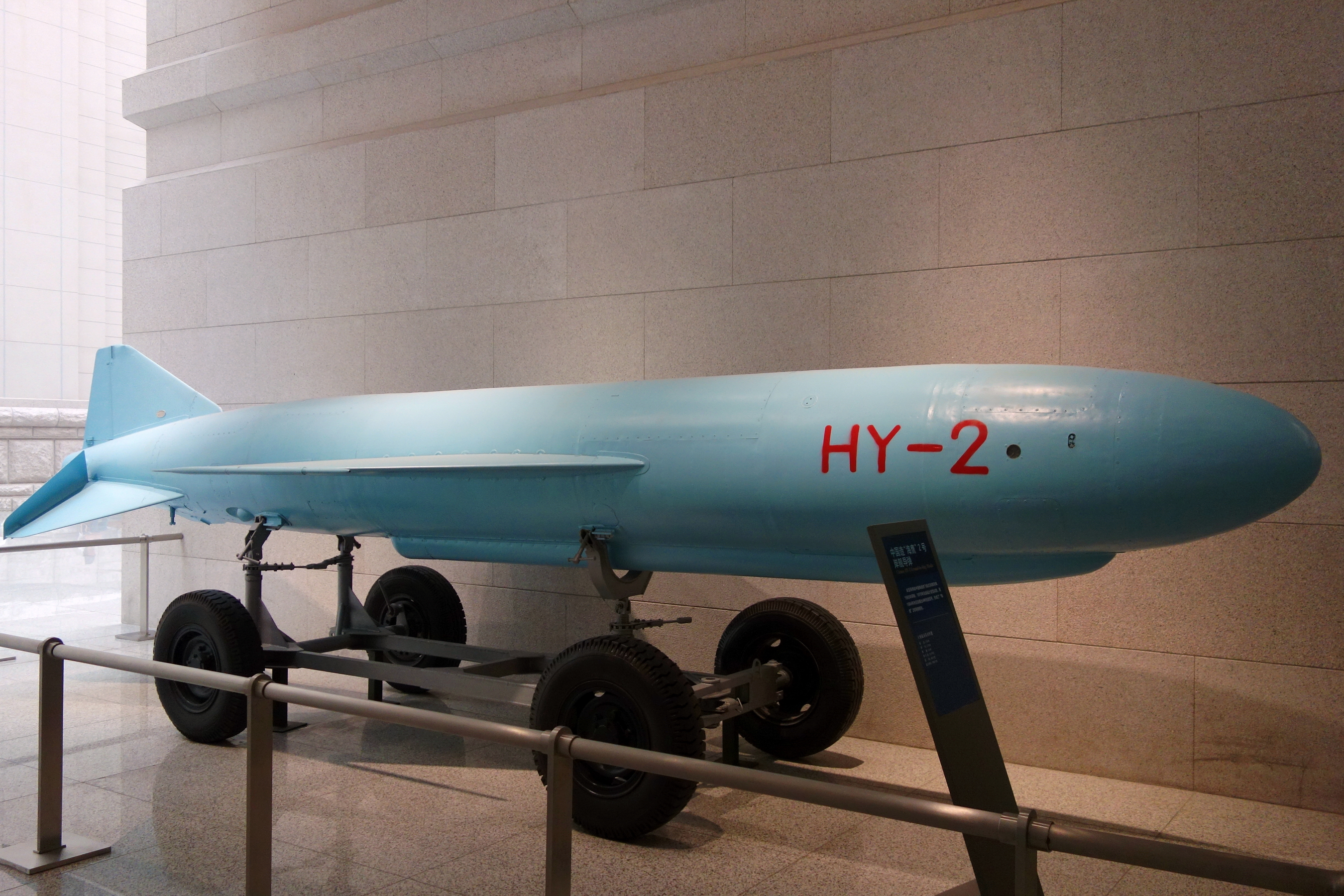
HY-2

#### Caratteristiche tecniche SY
|                                                   | SY-1                                                                                        | SY-2                               |
| Lunghezza                                         | 6.55 m                                                                                      | 6.00 m                             |
| Diametro                                          | 76 cm                                                                                       | 54 cm                              |
| apertura alare                                    | 2.40 m                                                                                      | 1.70 m                             |
| Peso                                              | 2095 kg                                                                                     | 1720 kg                            |
| carica esplosiva                                  | 513 kg HE a carica cava                                                                     | 365 kg HE a carica cava            |
| Detonazione                                       | a impatto                                                                                   | a impatto + ritardo                |
| Guida                                             |                                                                                             |                                    |
| sistema di navigazione                            | navigazione inerziale                                                                       | navigazione inerziale              |
| sistema di guida                                  | SY-1 : Guida attiva con radar a scansione conica SY-1A : Guida attiva con radar monoimpulso | Guida attiva con radar monoimpulso |
| Propulsione                                       |                                                                                             |                                    |
| Accelerazione                                     | Razzo a propellente solido                                                                  | Razzo a propellente solido         |
| Lancio                                            | Razzo a propellente liquido                                                                 | Razzo a propellente solido         |
| Prestazioni                                       |                                                                                             |                                    |
| Velocità                                          | Mach 0.8                                                                                    | Mach 0.9                           |
| Raggio massimo di azione                          | 150 km                                                                                      | 130 km                             |
| Altitudine di crociera                            | < 20 m                                                                                      | 20 m                               |
| Probabilita di successo (Pk - Probabiliy of Kill) | 70 %                                                                                        | 70 %                               |